# Универзитет Минерва
Универзитет Минерва (енгл. Minerva University) је приватни онлајн универзитет са седиштем у Сан Франциску. Основао га је Бен Нелсон током 2012. године. Сви часови се изводе као онлајн-семинари са ограниченим бројем од 19 студената.